# 科威特歷史
科威特的歷史最早可追溯到公元7世紀前，當時科威特成為阿拉伯帝國的一部分，並在1581年起由君主立憲制的哈利德皇家統治科威特。在十八世紀初期的1705年，他哈利德皇家式微，且科威特的一些領土被「巴尼族」（Bani）所占領與統治。科威特當時稱為庫銳（Guraine）；巴尼族的酋長薩多姆建立了最初的城鎮和港口，並命名為科威特（科威特名稱的原意是“小城堡”，由波斯文的「kut」而來，意思是“堡壘”，衍生自波斯文「kud」，意思是“城市”）。

## 古代
在欧贝德时期，科威特是人们在美索不达米亚和石器世代东部阿拉伯交汇的中心地区。

## 建立科威特
1521年，科威特处于葡萄牙人控制。16世纪后期，葡萄牙人建立了一系列防御设施。
1613年，在今科威特城附近建立了科威特小镇。

## 发展

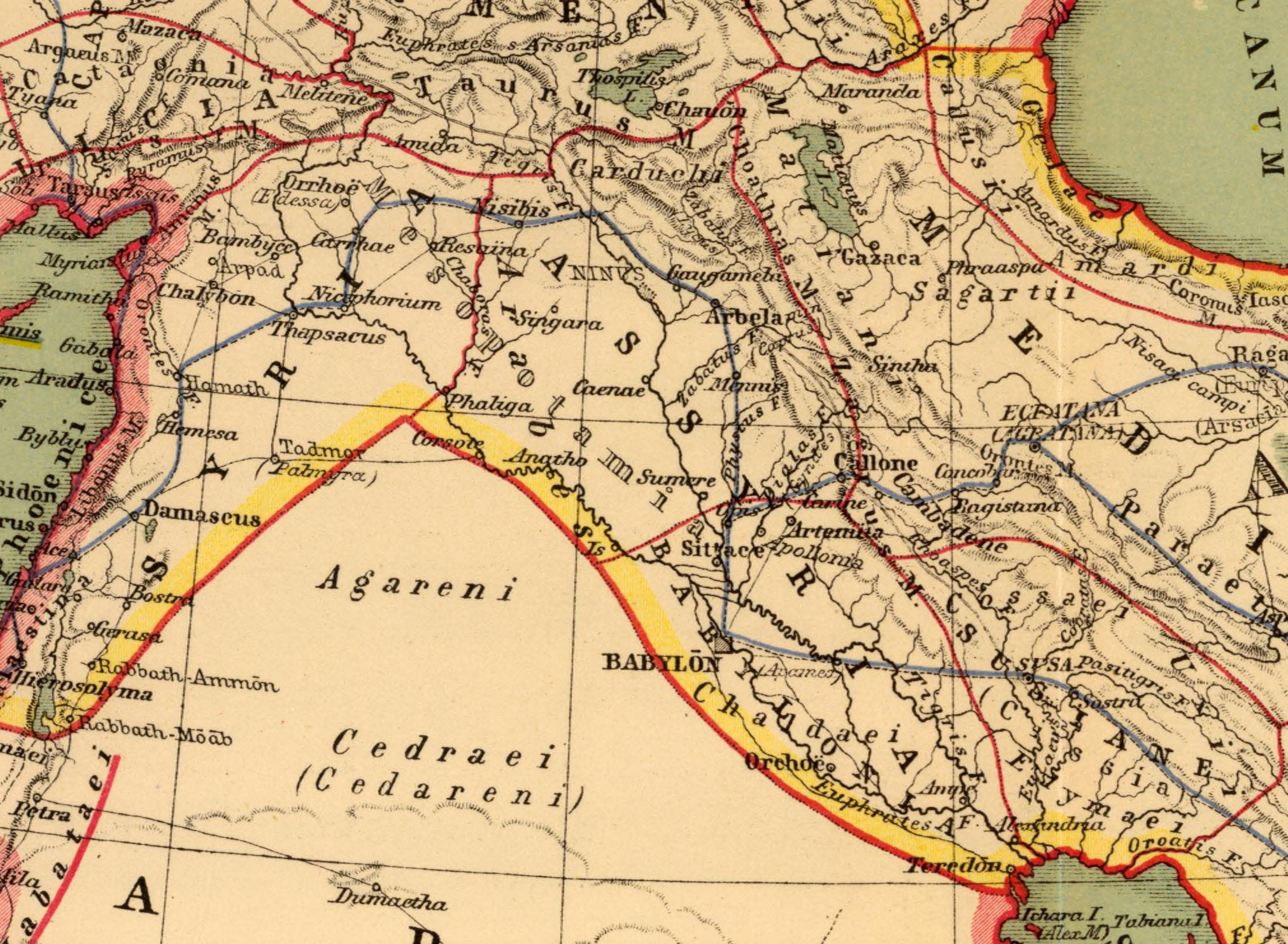
科威特當時在奧斯曼帝國的版圖裡被規劃在巴士拉地區

### 港口城市
18世紀上半，在當時政經社會上具有一定權力的阿勒哈利法（Al-Jalahma）與薩巴赫抵達科威特，並在當地定居和從事貿易行為。他們的後代阿奈扎部族在18世紀中期逐漸從阿拉伯半島內志遷移至波斯灣海岸。
1756年，薩巴赫家族首長薩巴赫一世（Sheikh Sabah Abu Abdullah）被舉為科威特首任酋長（Amir），並建立了科威特酋長國（Heikhdom of Kuwait）。
1776年，波斯佔領巴斯拉後，一部份商人遷移至科威特，英國東印度公司亦將其在巴斯拉之機構遷往科威特，使科威特驟形繁榮。然而為了擁有自治灌，科威特必須與土耳其維持良好關係，甚而承認土耳其對其之宗主權。1822年英國總督從巴斯拉遷至科威特。
1871年，科威特酋長國納入奧斯曼帝國的勢力版圖中，其領土被規劃在巴士拉州（現今為伊拉克的一個省份），但實際上仍科威特酋長國仍保持部分自治地位。
奥斯曼驻巴士拉的帕夏和科威特酋长多次发生争执，并且希望收回对港口的控制权，但在英国的压力下没有实现，奥斯曼军队没有进入科威特。

### 英國保護

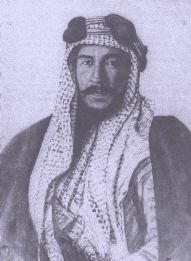
穆巴拉克酋长

1896年，薩巴家族首長穆巴拉克（Sheikh Mubarak）自立為王，因擔心土耳其出面干涉政局，於是央請英國保護。
1897年7月，穆巴拉克邀請英國部署砲艇沿科威特海岸。這就導致了所謂的「首次科威特危機」，其中土耳其人要求英國停止干涉他們的帝國。最後，在奧斯曼帝國的同意下，並未演變成戰爭。
1899年英國強迫科威特簽署了《英科秘密協定》，在該協定中，穆巴拉克保證，不把國家的任何部分租給或讓給英國以外的任何國家或臣民；未經英國同意，不允許任何外國的代表駐在他的國家。英國則承認科威特是一個內政獨立的國家，保護其不受侵略，並向其提供財政援助。1913年英國和土耳其簽訂了《海灣協定》，其中規定：“科威特在奧斯曼政府的主權範圍之內，但政府不以任何方式干涉其事務，亦不派兵到那裡去”；奧斯曼帝國承認科威特是受英國保護的自治省。

### 獨立
1954年科威特成立了以酋長阿卜杜拉·薩巴赫為首的最高委員會。1960年從英國人手裡先後接管了司法權和貨幣管理權。
1961年6月19日科威特自行宣佈獨立。
1961年7月1日，英國利用一些阿拉伯國家（伊拉克和沙特阿拉伯）在科威特主權問題上的分歧，以“保護”其獨立為名，派兵在科威特登陸。同月20日，阿拉伯國家聯盟宣布接納科威特，並要求英國撤軍。
9月11日，由埃及、約旦、蘇丹、摩洛哥和沙烏地阿拉伯組成的阿拉伯保安部隊抵達科威特，以取代英國軍隊。英軍於9月19日開始撤離科威特。
1962年1月科威特召開國家制憲會議，同年11月頒布的憲法規定：『國家元首只能由薩巴赫家族的後代繼承』。1963年1月選出第一屆國會。
1963年5月，科威特加入聯合國。

## 戰爭

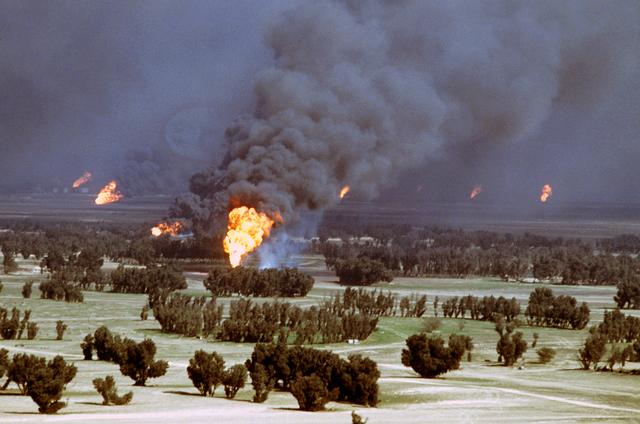
科威特的一座油田被伊拉克軍隊襲擊後便發生大火

第一次世界大战前，科威特是隶属于奥斯曼土耳其帝国的巴士拉州（今属伊拉克）中一个自治县（卡扎）。第一次世界大战期间，英国佔领科威特并促使其独立，但是伊拉克王国自独立后就一直没有承认科威特的独立。
1980年代的两伊战争期间，伊拉克欠一些阿拉伯国家大笔的债务，其中欠科威特的债务为140亿美元。伊拉克复兴党政权希望石油输出国组织减少石油产量，提高石油价格，这样它可以偿还这笔债务。相反地科威特提高了其产量，造成油价下降，希望以此来迫使伊拉克解决它们之间的边境争执。此外伊拉克指责科威特借两伊战争的机会在伊拉克境内建立军事基地。伊拉克声明，它作为其它阿拉伯国家与伊朗之间的缓冲地在两伊战争中为所有阿拉伯国家做了一个贡献，因此科威特和沙特阿拉伯应该免除伊拉克的战争贷款。

### 海灣戰爭
1990年8月2日，科威特被伊拉克入侵，科威特由於軍事抵抗能力太低而迅速淪陷，當時的伊拉克總統薩達姆宣布「科威特成為伊拉克的一個省」。但是在聯合國譴責及由英美兩國為首的聯軍採取的「沙漠風暴行動」下，在短短數月的戰鬥後，伊拉克軍隊被驅逐出科威特。1991年3月6日，波斯灣戰爭結束，科威特埃米爾賈比爾等政府官員返回科威特本土。

#### 戰爭後的影響

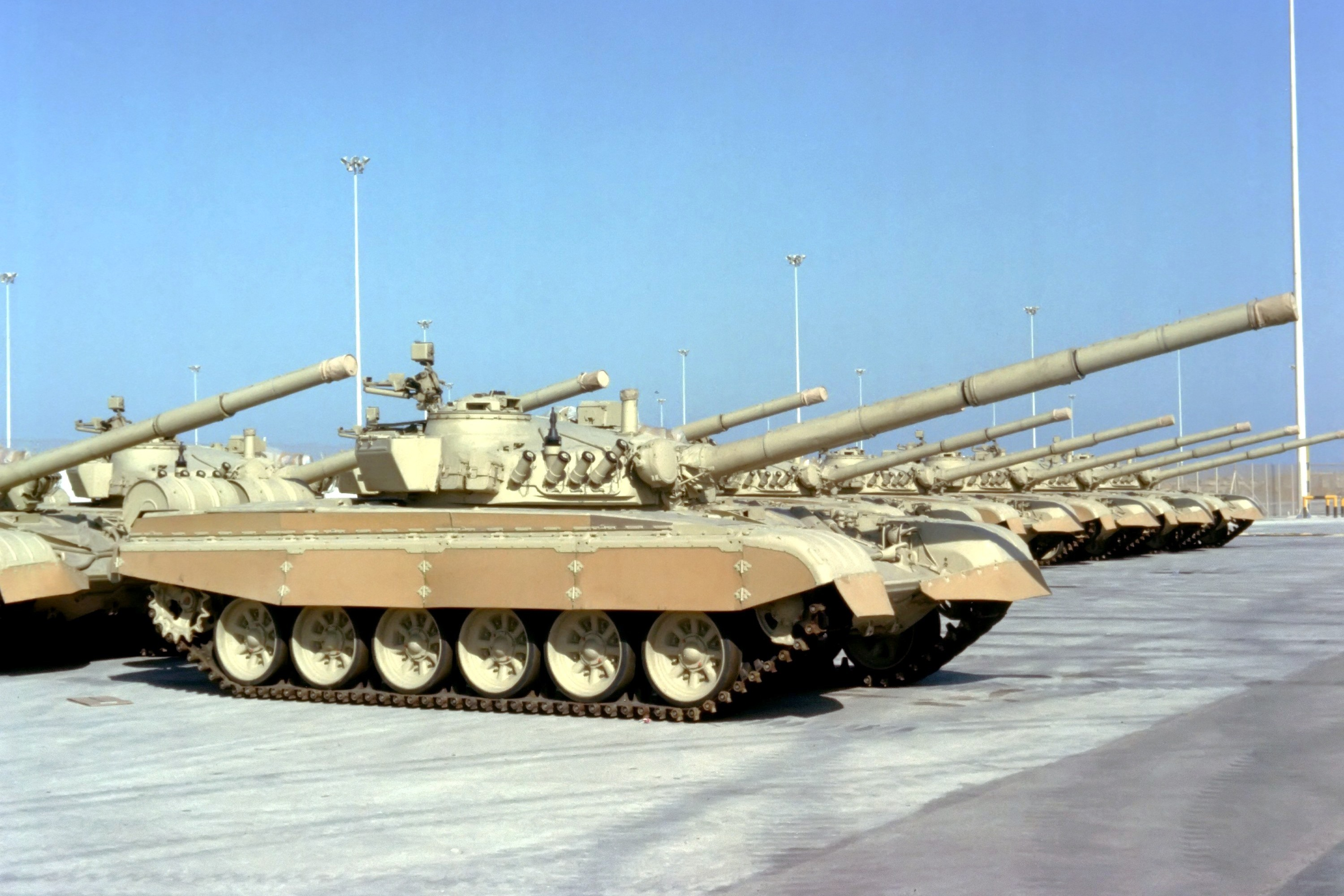
科威特M-84戰車

海灣戰爭後，科威特保持著小規模部隊組成的陸軍，海軍和空軍國民警衛隊部隊約1萬8千人。多數軍隊設備是由英國和美國提供。波斯灣戰爭中除了少數單位的人得以逃往阿拉伯（其中大多數是空軍），其他所有軍事設備被伊拉克毀壞或擄走，事後伊拉克戰敗留下的設備其實多數在波斯灣戰爭中被嚴重損壞，無法修復。

## 2000年之後

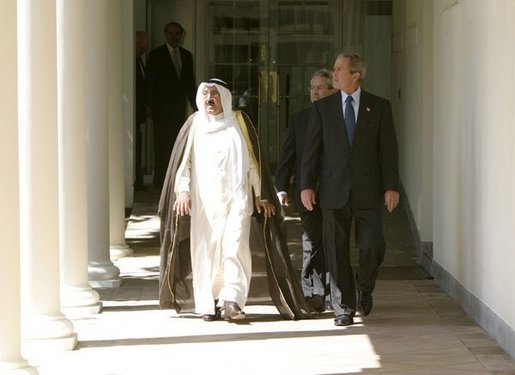
薩巴赫·艾哈邁德·賈比爾·薩巴赫和布希

### 皇室危機
2006年1月15日，科威特埃米尔贾比尔·艾哈迈德·萨巴赫去世，享年77岁。堂弟王储萨阿德·阿卜杜拉·萨利姆·萨巴赫即位。
1月21日，首相萨巴赫·艾哈迈德·贾比尔·萨巴赫主導的內閣會議決定啟動憲政程序，逼迫萨阿德遜位，讓首相萨巴赫繼任。然而萨阿德卻要求國會在第二天集會，讓他正式宣誓就職。
1月24日萨阿德被迫放弃王位。1月29日，科威特國會無異議通過首相萨巴赫出任埃米尔案。首相萨巴赫隨後宣誓即位成为埃米尔“萨巴赫四世”。

### 解散國會
5月21日，埃米尔萨巴赫发布敕令，解散科威特国民议会，提前举行议会选举，因为部分议员就修改议会选举法问题与首相发生争执。6月29日，国民议会大选投票正式举行，科威特女性有史以来首次行使选举和被选举权。

## 外部連結
- 科威特歷史簡介 （页面存档备份，存于）
- 認識科威特
- 科威特皇家辦事處 （页面存档备份，存于）